# Väinö Huhtala
Väinö Veikko Sakari Huhtala (Revonlahti, 1935. december 24. – Jämsä, 2016. június 18.) olimpiai aranyérmes finn sífutó.

## Pályafutása
Az 1960-as Squaw Valley-i téli olimpián aranyérmet nyert 4 × 10 km-es váltóban. Négy évvel később, az innsbrucki olimpián pedig ezüstérmes lett ugyanebben a versenyszámban társaival. 1962-ben a zakopanei világbajnokságon ezüstérmet szerzett szintén 4 × 10 km-es váltóban.

## Sikerei, díjai
4 x 10 km-es váltó
- Olimpiai játékok
  - aranyérmes: 1960, Squaw Valley
  - ezüstérmes: 1964, Innsbruck
- Világbajnokság
  - ezüstérmes: 1962, Zakopane